# Décès en août 2008

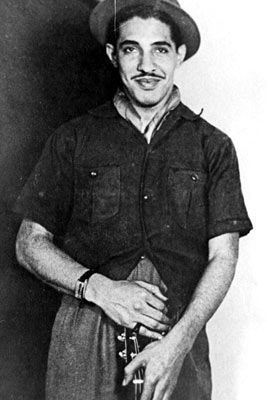
Dorival Caymmi, 1938.

Décès
- 2004
- 2005
- 2006
- 2007
- 2008
- 2009
- 2010
- 2011
- 2012

Pour une information complémentaire, voir la page d'aide.

## Août 2008
| Date     | Nom                             | Activités | Âge  | Source |
| -------- | ------------------------------- | --- | ---- | ------ |
| 1er août | Pauline Baynes                  | Dessinatrice britannique. | 85   |        |
| 1er août | Bertrand Castelli (en)          | Scénariste, chorégraphe, producteur et peintre français. Producteur de la comédie musicale Hair.                                                         | 78   |        |
| 1er août | Gertan Klauber                  | Acteur britannique d'origine tchécoslovaque. | 76   | (en)   |
| 2 août   | Fujio Akatsuka                  | Mangaka japonais. | 72   |        |
| 2 août   | Pérez Celis                     | Peintre et sculpteur argentin. | 69   |        |
| 3 août   | Anton Allemann                  | Footballeur international suisse. | 72   | (de)   |
| 3 août   | Alexandre Soljenitsyne          | Écrivain et dissident russe. Prix Nobel de littérature en 1970.                                                                                          | 89   |        |
| 4 août   | Craig Jones (en)                | Pilote de superbike britannique. | 23   |        |
| 4 août   | Johny Thio                      | Footballeur international belge. | 63   |        |
| 4 août   | Greg Weld                       | Entrepreneur et ancien pilote automobile américain. | 64   |        |
| 5 août   | Raúl Conti                      | Footballeur argentin. | 80   | (it)   |
| 5 août   | Robert Hazard                   | Auteur-compositeur, musicien et interprète américain. | 59   | (en)   |
| 5 août   | Alex Raymond                    | Homme politique français. Ancien député maire de Colomiers et président du Conseil régional de Midi Pyrénées de 1981 à 1986.                             | 91   |        |
| 6 août   | Simon Gray (en)                 | Écrivain et homme de théâtre britannique. | 71   |        |
| 6 août   | Jud Taylor                      | Acteur et réalisateur américain. | 76   |        |
| 7 août   | Juan Bustos (en)                | Homme politique chilien. Opposant à Pinochet et Président en exercice de la Chambre des députés.                                                         | 72   |        |
| 7 août   | Léon De Lathouwer               | Coureur cycliste belge | 78   |        |
| 7 août   | Andrea Pininfarina              | Industriel italien. Président de l'entreprise de design automobile Pininfarina.                                                                          | 51   |        |
| 8 août   | Antonio Gava                    | Homme politique italien. Ministre de l'intérieur de 1988 à 1990.                                                                                         | 78   |        |
| 8 août   | Joseph Gelineau                 | Religieux jésuite et compositeur français. | 87   |        |
| 8 août   | Orville Moody                   | Golfeur professionnel américain. Vainqueur de l'US Open en 1969.                                                                                         | 74   |        |
| 9 août   | Mahmoud Darwich                 | Poète palestinien. | 67   |        |
| 9 août   | Lajos Kelemen                   | Homme politique hongrois. | 85   | (hu)   |
| 9 août   | Bernie Mac                      | Acteur américain. | 50   |        |
| 9 août   | Lawrence Pennell                | Homme politique canadien. | 94   | (en)   |
| 10 août  | Isaac Hayes                     | Chanteur, compositeur et acteur américain. | 65   |        |
| 10 août  | Alexandre Slobodyanik           | Pianiste américain d'origine ukrainienne. | 65   |        |
| 10 août  | František Tikal (en)            | Joueur tchèque de hockey sur glace. | 75   |        |
| 11 août  | George Furth                    | Acteur et scénariste américain. | 75   |        |
| 11 août  | Don Helms (en)                  | Joueur de steel guitar américain. | 81   |        |
| 11 août  | Anatoli Khrapaty (en)           | Haltérophile kazakh. Médaillé d'or lors des Jeux olympiques d'été de 1988 (pour l'URSS) et de bronze lors de ceux de 1996.                               | 45   |        |
| 11 août  | Fred Sinowatz                   | Homme politique autrichien. Chancelier fédéral de 1983 à 1986.                                                                                           | 79   |        |
| 11 août  | Roshii Wells (en)               | Boxeur américain. Médaillé de bronze lors des Jeux olympiques d'été de 1996.                                                                             | 31   |        |
| 12 août  | Gilles Bilodeau                 | Ancien joueur de hockey sur glace canadien. | 53   |        |
| 12 août  | Francis Lacassin                | Journaliste, éditeur, écrivain, scénariste et essayiste français.                                                                                        | 76   |        |
| 12 août  | Abdessadek Rabiî                | Secrétaire général du gouvernement marocain. | 63   |        |
| 13 août  | Mourad Abdelouahab              | Footballeur algérien. | 59   |        |
| 13 août  | Sandy Allen                     | Femme américaine, la plus grande au monde, (2,32 m (7′ 7″), selon le livre Guinness des records.                                                         | 53   |        |
| 13 août  | Henri Cartan                    | Mathématicien français. Membre fondateur du mouvement Bourbaki.                                                                                          | 104  |        |
| 13 août  | Bill Gwatney (en)               | Homme politique américain. Président du parti démocrate d'Arkansas.                                                                                      | 49   |        |
| 13 août  | Dino Toso                       | Ingénieur italien. Aérodynamicien en chef du Renault F1 Team de 2003 à 2008.                                                                             | 39   |        |
| 14 août  | Seiji Aochi                     | Sauteur à ski japonais. Médaillé de bronze aux Jeux olympiques d'hiver de 1972.                                                                          | 66   |        |
| 14 août  | Peter Bartrum                   | Généalogiste britannique. | 100  |        |
| 14 août  | Hervé Gorce (en)                | Ancien footballeur français. Membre du Conseil d'Administration de la Ligue Professionnelle de Football.                                                 | 55   |        |
| 14 août  | Marius Maziers                  | Archevêque émérite de Bordeaux. | 93   |        |
| 15 août  | Héléna Bossis                   | Actrice française. | 89   |        |
| 15 août  | Carlos Meglia                   | Dessinateur argentin. | 50   |        |
| 15 août  | Vic Toweel                      | Boxeur sud-africain. Champion du monde des poids coqs de 1950 à 1952.                                                                                    | 79   |        |
| 15 août  | Jerry Wexler                    | Producteur de musique américain. Vice-président d'Atlantic Records de 1953 à 1975.                                                                       | 91   |        |
| 16 août  | Dorival Caymmi                  | Chanteur et compositeur brésilien. | 94   |        |
| 16 août  | Michel Coppenrath               | Archevêque émérite de Papeete. | 84   |        |
| 16 août  | Ronnie Drew                     | Chanteur et guitariste irlandais de folk. Fondateur du groupe The Dubliners.                                                                             | 73   |        |
| 16 août  | Jacques Espelly                 | Gardian et manadier français. | 85   |        |
| 16 août  | Masanobu Fukuoka                | Agriculteur et conférencier japonais. Pionnier de l'agriculture naturelle.                                                                               | 95   |        |
| 16 août  | Elena Leusteanu                 | Gymnaste roumaine. Médaillée aux Jeux olympiques d'été de 1956 puis de 1960.                                                                             | 73   |        |
| 16 août  | Johnny "Dizzy" Moore            | Trompettiste jamaïcain de ska et de rocksteady. | 69   |        |
| 16 août  | Alfred Rainer                   | Skieur autrichien de combiné nordique. | 20   |        |
| 16 août  | Françoise de Veyrinas           | Femme politique française. Secrétaire d'État aux Quartiers en difficulté en 1995.                                                                        | 64   |        |
| 17 août  | Georges Barrier                 | Réalisateur de télévision français. | 75   |        |
| 17 août  | Franco Sensi                    | Entrepreneur italien. Président de l'AS Rome depuis 1993.                                                                                                | 82   |        |
| 18 août  | Henry Djanik                    | Comédien de doublage français. | 82   |        |
| 18 août  | Manny Farber                    | Peintre et critique de cinéma américain. | 91   |        |
| 18 août  | Habib Miyan                     | Homme indien, s'auto-proclamant doyen de l'humanité âgé de 129 ou 138 ans.                                                                               | 129? |        |
| 19 août  | Mohamed Benyahya                | Journaliste et député marocain | 86   |        |
| 19 août  | LeRoi Moore                     | Saxophoniste américain. Membre du Dave Matthews Band. | 46   |        |
| 19 août  | Levy Mwanawasa                  | Homme politique zambien. Président de la République de Zambie depuis 2002.                                                                               | 59   |        |
| 20 août  | Pierre-André Boutang            | Réalisateur et producteur de télévision français. | 71   |        |
| 20 août  | Hua Guofeng                     | Homme politique chinois. Successeur de Mao Zedong à la tête du PCC et 1er Ministre chinois de 1976 à 1980.                                               | 87   |        |
| 20 août  | Phil Guy (en)                   | Guitariste de blues américain. Frère de Buddy Guy. | 68   |        |
| 20 août  | Gene Upshaw                     | Ancien joueur de football américain. Directeur exécutif de l'Association des joueurs de la NFL.                                                          | 63   |        |
| 21 août  | Fred Crane                      | Acteur américain. Brent Tarleton dans Autant en emporte le vent.                                                                                         | 90   |        |
| 21 août  | Jerry Finn                      | Producteur de musique américain. | 39   |        |
| 21 août  | Mohamed El Habib El Forkani     | Député, poète, écrivain, chercheur en histoire et ancien résistant marocain                                                                              | 86   |        |
| 22 août  | Jeff MacKay                     | Acteur américain. | 59   |        |
| 22 août  | Robert Pintenat                 | Footballeur international français. | 60   |        |
| 22 août  | Erik Thommesen                  | Sculpteur danois. | 92   |        |
| 23 août  | Thomas Weller                   | Virologue américain. Prix Nobel de physiologie ou médecine en 1954.                                                                                      | 93   |        |
| 24 août  | Riitta Immonen                  | Couturière finlandaise. Cofondatrice de la marque Marimekko.                                                                                             | 90   |        |
| 24 août  | Jacques Krier                   | Réalisateur et producteur français de télévision. | 81   |        |
| 25 août  | Kevin Duckworth                 | Joueur américain de basket-ball. | 44   |        |
| 25 août  | Guy Ducoloné                    | Homme politique français. Député de 1964 à 1988. | 88   |        |
| 25 août  | Vassili Nesterenko              | Scientifique biélorusse. | 73   |        |
| 25 août  | Pehr Henrik Nordgren            | Compositeur finlandais. | 64   |        |
| 25 août  | Jean-Marc Renard                | Boxeur belge. Champion d'Europe des super-plumes de 1984 à 1988.                                                                                         | 54   |        |
| 25 août  | Randa Chahal Sabbag             | Réalisatrice libanaise. | 54   |        |
| 25 août  | Josef Tal                       | Compositeur israélien. | 97   |        |
| 26 août  | Pierre Robert Colas             | Professeur assistant en anthropologie à l'université de Vanderbilt (Tennessee), spécialiste dans l'épigraphie et l'iconographie de la civilisation maya. | 32   |        |
| 26 août  | Mohamed Ben Abdelaziz Debbarh   | Écrivain et philosophe marocain | 80   |        |
| 26 août  | Fernand Icart                   | Homme politique français. Ministre de l'Equipement et de l'Aménagement du territoire de 1977 à 1978.                                                     | 86   |        |
| 27 août  | Abie Nathan                     | Militant pacifiste israélien. Fondateur de la radio Voice of Peace.                                                                                      | 81   |        |
| 27 août  | Mark Priestley (en)             | Acteur australien. | 32   |        |
| 28 août  | Phil Hill                       | Pilote automobile américain. Champion du monde de Formule 1 en 1961.                                                                                     | 81   |        |
| 28 août  | Jean-Claude Janet               | Peintre figuratif français. | 90   |        |
| 28 août  | Michel Vastel                   | Journaliste français. Chroniqueur dans de nombreux journaux québécois.                                                                                   | 68   |        |
| 29 août  | Cheikh Mohamed Ben Ahmed Younsi | Chanteur marocain. Grand maître de la chanson consacrée notamment aux immigrés.                                                                          | 81   |        |
| 30 août  | Tommy Bolt                      | Golfeur américain. Vainqueur de l'US Open en 1958. | 92   |        |
| 30 août  | Guy David                       | Footballeur français devenu entraîneur. En poste à l'ES Fréjus depuis 2007.                                                                              | 61   |        |
| 30 août  | Alain Griotteray                | Homme politique et journaliste français. | 85   |        |
| 30 août  | Walter «Killer» Kowalski        | Catcheur canadien. Pionnier de la lutte professionnelle en Amérique du Nord.                                                                             | 84   |        |
| 31 août  | Daniel Chanet                   | Homme politique français. Maire de Vendôme depuis 1989.                                                                                                  | 56   |        |
| 31 août  | Magomed Yevloyev (en)           | Journaliste indépendant ingouche. Créateur du site d'opposition ingushetiya.ru.                                                                          | 37   |        |